# Roges des Molinar
Las Roges des Molinar (del catalán, Rojas del Molinar) es el nombre con el que se conoce a cinco mujeres que fueron fusiladas el 5 de enero de 1937. Vivían en el barrio del Molinar de Palma de Mallorca. Sus nombres son Aurora Picornell, Catalina Flaquer Pascual y las hijas de esta, Antònia Pascual Flaquer y Maria Pascual Flaquer y Belarmina González Rodríguez.

## Hechos
Organizaron en 1934 el Día de la Mujer Trabajadora el 8 de marzo, en tres barrios: El Molinar, Son Cós y el Rotlet.
Aurora Picornell, la más conocida de ellas, fue llamada la Pasionaria de Mallorca. Fue una de las principales dirigentes del Partido Comunista de España. También formó parte de la Liga Laica de Mallorca y del Socorro Rojo. Estaba casada con el dirigente comunista Heriberto Quiñones, que fue fusilado en la posguerra en Madrid. Los padres y los hermanos de Aurora Picornell también fueron represaliados.

La víspera del 6 de enero de 1937 se fusiló a Aurora Picornell, Catalina Flaquer, Antonia y Maria Pasqual en el cementerio de Porreras. Picornell fue asesinada por liderar a las presas jóvenes dentro de la prisión de Can Sales.

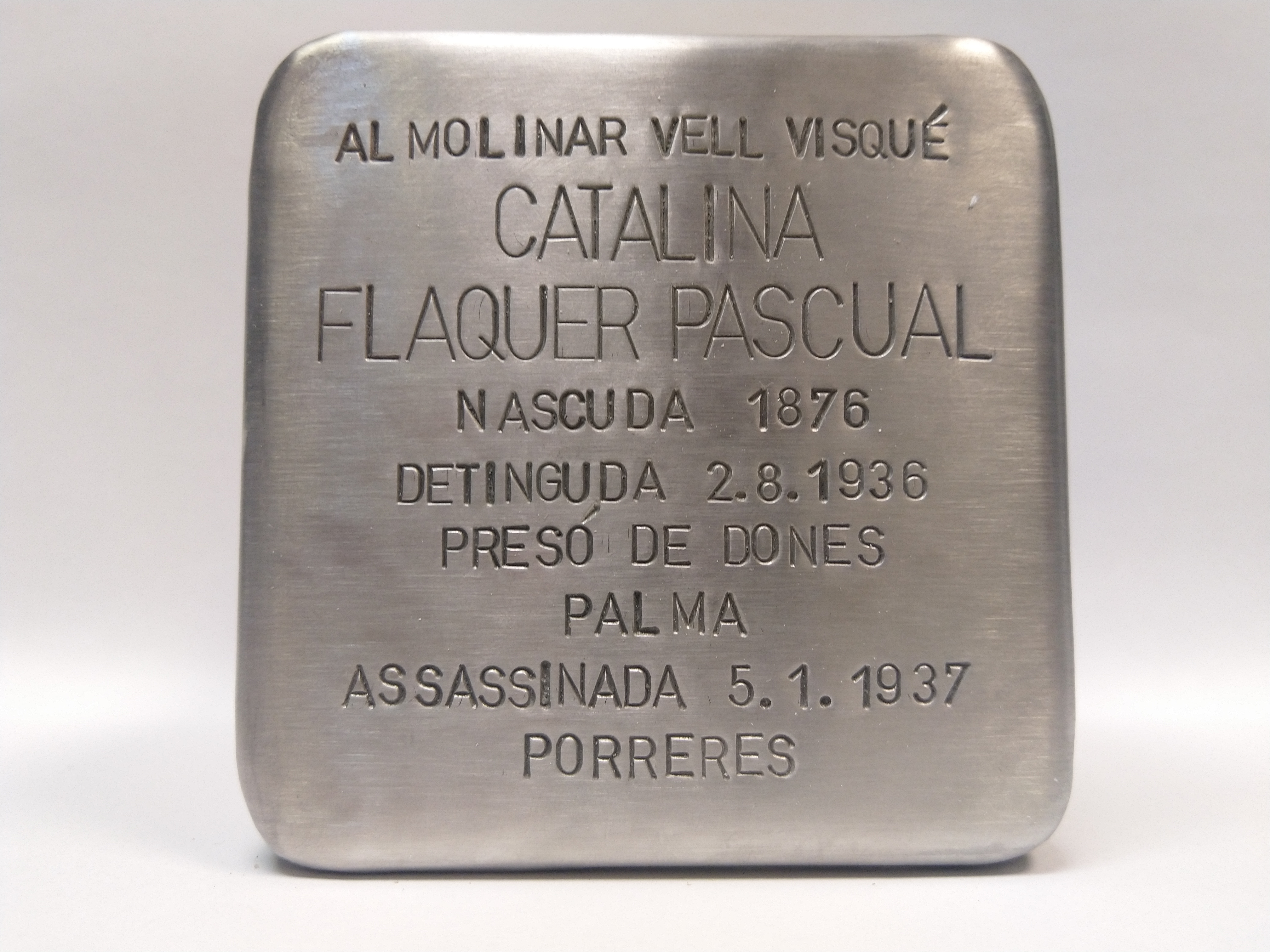
Piedra de la memoria, dedicada a Catalina Flaquer Pascual, una de las cinco Roges de Molinar.

## Reconocimientos
- Desde el año 2010 se les rinde un homenaje popular en el barrio. Desde 2016 se lleva a cabo en el  Teatro del Mar.[4]

- En febrero de 2021 una piedra de la memoria fue colocada en el paseo del barrio del Molinar con su nombre.[5]